# Xã Putnam, Michigan
Xã Putnam (tiếng Anh: Putnam Township) là một xã thuộc quận Livingston, tiểu bang Michigan, Hoa Kỳ. Năm 2010, dân số của xã này là 8.248 người.